# Châteauredon
Châteauredon est une commune française, située dans le département des Alpes-de-Haute-Provence en région Provence-Alpes-Côte d'Azur.
Le nom de ses habitants est Châteauredonnais.

## Géographie
Le village est situé à 613 m d’altitude.

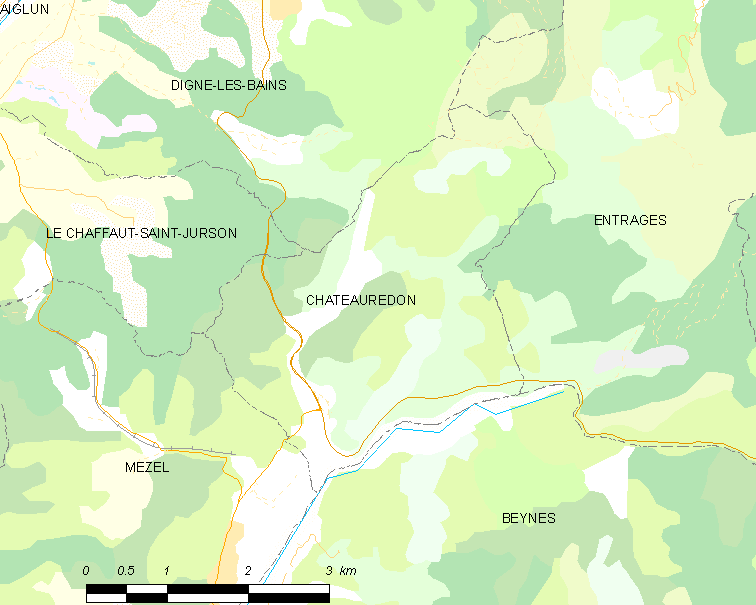
Châteauredon et les communes voisines (Cliquez sur la carte pour accéder à une grande carte avec la légende).

Les communes limitrophes de Châteauredon sont Entrages, Beynes, Mézel, Le Chaffaut-Saint-Jurson et Digne-les-Bains.

### Relief
Sommet de Cousson : 1 516 m

### Hydrographie
La commune est traversée par l’Asse.

### Voies de communication et transports

#### Voies routières
La commune est desservie par la route nationale 85.

#### Services autocars

##### Lignes régionales
Châteauredon est desservie par une ligne express régionale LER Provence-Alpes-Côte d'Azur (bus) qui sont les suivantes :
| Ligne | Tracé                                                       |
| ----- | ----------------------------------------------------------- |
| 31    | Nice ↔ Châteauredon ↔ Digne-les-Bains ↔ Sisteron ↔ Grenoble |

##### Lignes départementales
Le village est aussi reliée par une ligne départementale :
| Ligne | Tracé                              |
| ----- | ---------------------------------- |
| D2    | Riez ↔ Estoublon ↔ Digne-les-Bains |

#### Transports ferroviaires

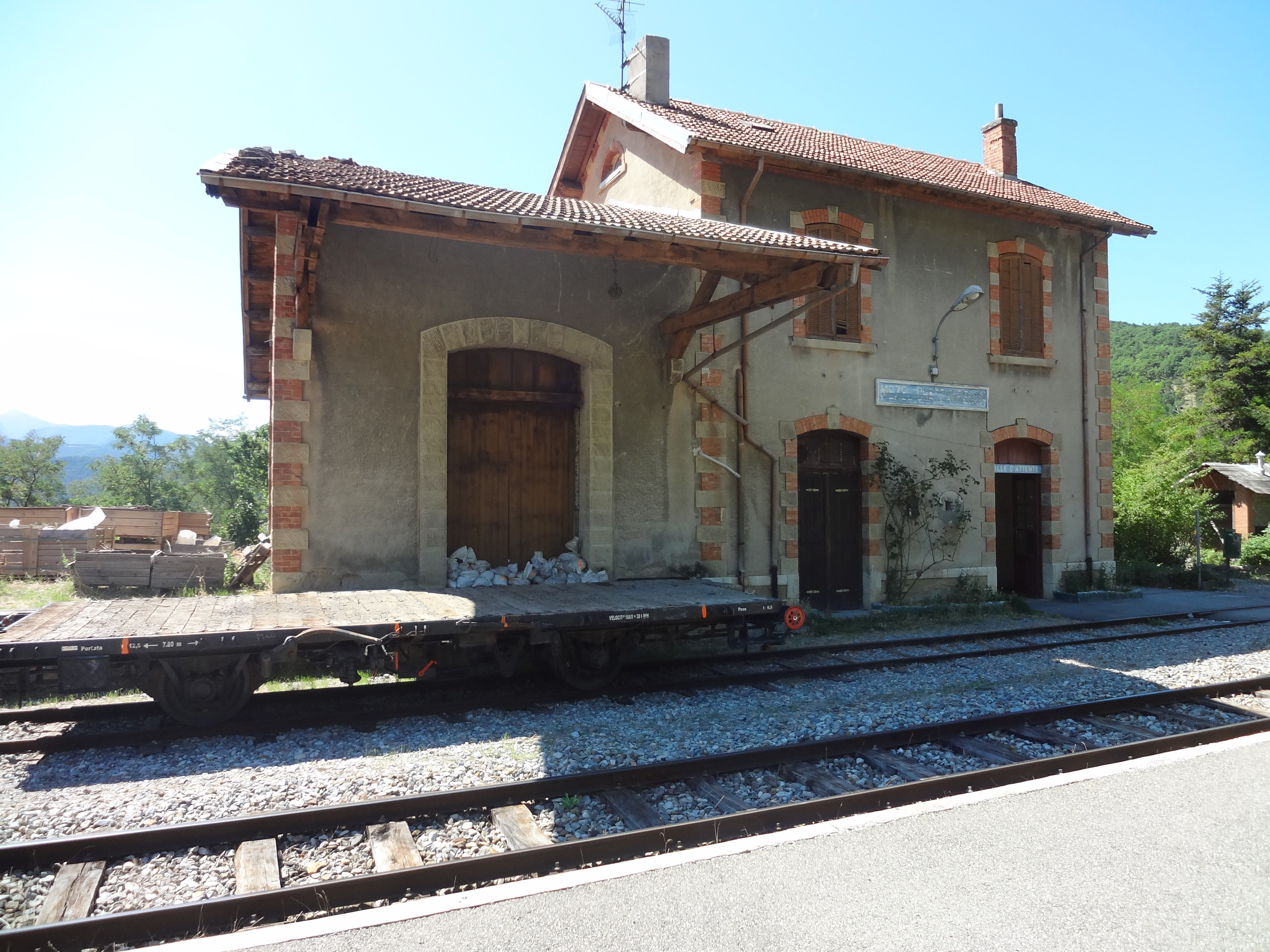
Gare de Mézel.

La commune partage avec Mézel la gare de Mézel-Châteauredon, où le train de la ligne de Nice à Digne a un arrêt.
| Ligne | Tracé                                       |
| ----- | ------------------------------------------- |
| CP    | Nice ↔ Mézel-Châteauredon ↔ Digne-les-Bains |

### Risques naturels et technologiques
Aucune des 200 communes du département n'est en zone de risque sismique nul. Le canton de Mézel auquel appartient Châteauredon est en zone 1b (risque faible) selon la classification déterministe de 1991, basée sur les séismes historiques
, et en zone 3 (risque modéré) selon la classification probabiliste EC8 de 2011. La commune de Châteauredon est également exposée à trois autres risques naturels :
- feu de forêt,
- inondation (dans la vallée de l’Asse),
- mouvement de terrain : la commune est presque entièrement concernée par un aléa moyen à fort[9].

La commune de Châteauredon est également exposée à un risque d’origine technologique, celui de transport de matières dangereuses par route. La route nationale 85 et la départementale RD907 (ancienne route nationale 207) peuvent être empruntées par les transports routiers de marchandises dangereuses.
Aucun plan de prévention des risques naturels prévisibles (PPR) n’existe pour la commune et le Dicrim n’existe pas non plus.
Le tremblement de terre qui a été ressenti de la manière la plus sensible dans la commune est celui du 19 juin 1984, avec une intensité macro-sismique de V sur l’échelle MSK et Aiglun pour épicentre.

### Toponymie
La localité apparaît pour la première fois dans les textes au XVIe siècle (Castèl Redon). Le nom actuel est une francisation de l’occitan signifiant village fortifié, de forme ronde.

### Climat
Pour des articles plus généraux, voir Climat de Provence-Alpes-Côte d'Azur et Climat des Alpes-de-Haute-Provence.
En 2010, le climat de la commune est de type climat méditerranéen altéré, selon une étude du Centre national de la recherche scientifique s'appuyant sur une série de données couvrant la période 1971-2000. En 2020, Météo-France publie une typologie des climats de la France métropolitaine dans laquelle la commune est exposée à un climat de montagne ou de marges de montagne et est dans la région climatique Alpes du sud, caractérisée par une pluviométrie annuelle de 850 à 1 000 mm, minimale en été.
Pour la période 1971-2000, la température annuelle moyenne est de 11,7 °C, avec une amplitude thermique annuelle de 17,6 °C. Le cumul annuel moyen de précipitations est de 869 mm, avec 6,5 jours de précipitations en janvier et 4,4 jours en juillet. Pour la période 1991-2020, la température moyenne annuelle observée sur la station météorologique de Météo-France la plus proche, « Digne les Bains », sur la commune de Digne-les-Bains à 9 km à vol d'oiseau, est de 12,2 °C et le cumul annuel moyen de précipitations est de 681,2 mm. 
La température maximale relevée sur cette station est de 42,1 °C, atteinte le 28 juin 2019 ; la température minimale est de −17,8 °C, atteinte le 4 février 2012,,.
Les paramètres climatiques de la commune ont été estimés pour le milieu du siècle (2041-2070) selon différents scénarios d'émission de gaz à effet de serre à partir des nouvelles projections climatiques de référence DRIAS-2020. Ils sont consultables sur un site dédié publié par Météo-France en novembre 2022.

## Urbanisme

### Typologie
Au 1er janvier 2024, Châteauredon est catégorisée commune rurale à habitat dispersé, selon la nouvelle grille communale de densité à 7 niveaux définie par l'Insee en 2022.
Elle est située hors unité urbaine. Par ailleurs la commune fait partie de l'aire d'attraction de Digne-les-Bains, dont elle est une commune de la couronne,. Cette aire, qui regroupe 34 communes, est catégorisée dans les aires de moins de 50 000 habitants,.

### Occupation des sols
L'occupation des sols de la commune, telle qu'elle ressort de la base de données européenne d’occupation biophysique des sols Corine Land Cover (CLC), est marquée par l'importance des forêts et milieux semi-naturels (89,7 % en 2018), une proportion identique à celle de 1990 (89,7 %). La répartition détaillée en 2018 est la suivante : 
milieux à végétation arbustive et/ou herbacée (40,3 %), forêts (36,8 %), espaces ouverts, sans ou avec peu de végétation (12,6 %), zones agricoles hétérogènes (10,3 %).
L'évolution de l’occupation des sols de la commune et de ses infrastructures peut être observée sur les différentes représentations cartographiques du territoire : la carte de Cassini (XVIIIe siècle), la carte d'état-major (1820-1866) et les cartes ou photos aériennes de l'IGN pour la période actuelle (1950 à aujourd'hui).

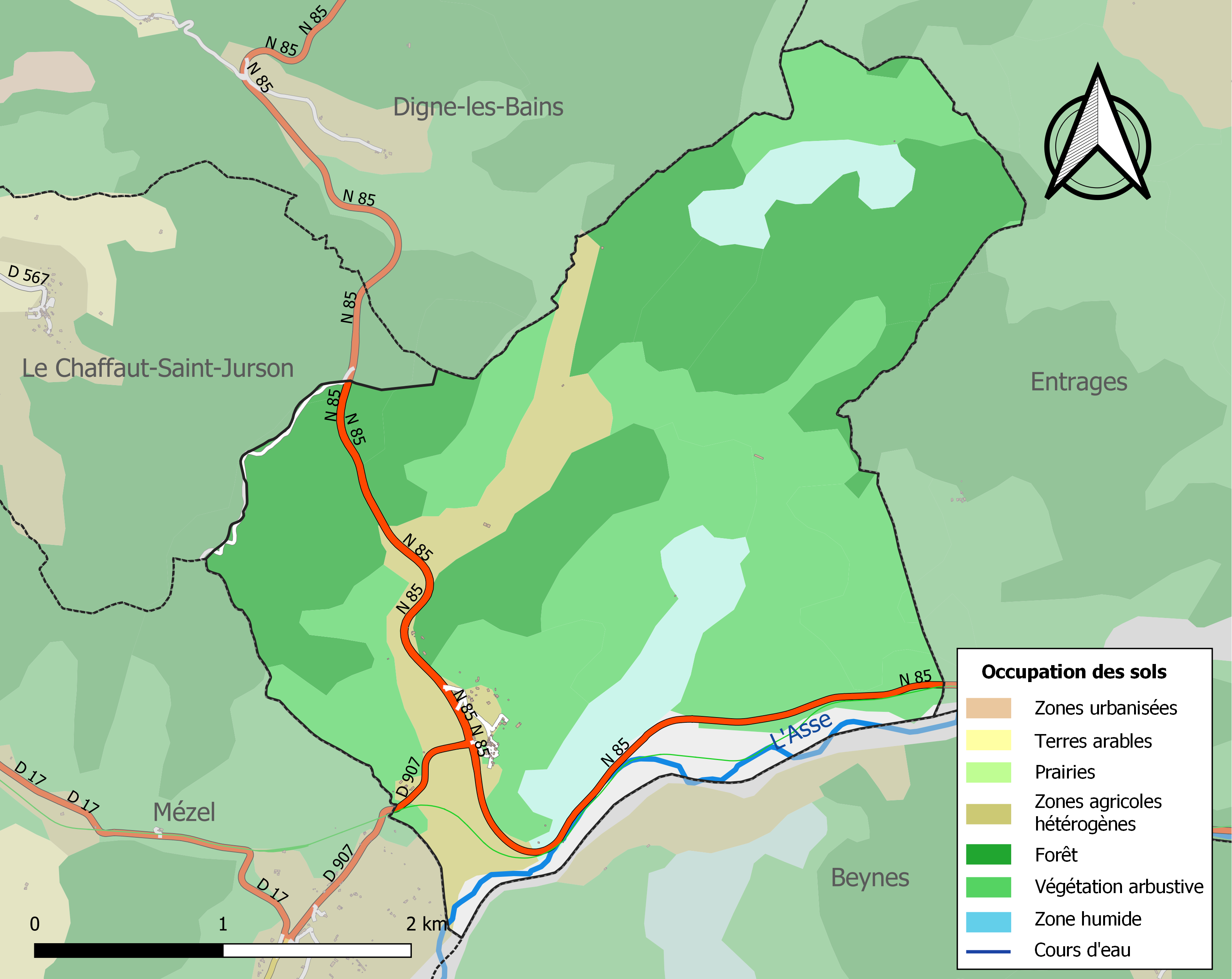
Carte de l'occupation des sols de la commune en 2018 (CLC).

## Histoire
Le sommet du Cousson était occupé par une communauté de bergers au VIIe siècle. En 1035, Almerad, le prêtre de cette communauté, fait don de la chapelle Saint-Michel de Cousson à l’abbaye Saint-Victor de Marseille.
La localité apparaît pour la première fois dans les chartes au XIIIe siècle (Castrum Rotundum). L’ancien village est au lieu-dit Cornette, et s’est déplacé progressivement au pied du château,.
La communauté de Sueilles, Suye ou Sullia, comptait 23 feux en 1315. Son église Saint-Martin relevait de l’abbaye Saint-Victor de Marseille, qui percevait les revenus qui y étaient attachés. Elle est fortement dépeuplée par la crise du XIVe siècle (peste noire et guerre de Cent Ans) et annexée par celle de Châteauredon au XVe siècle. Le fief correspondant est lui aussi réuni à celui de Châteauredon. Les deux communautés relevaient de la viguerie de Digne.
Durant la Révolution, la commune compte une société patriotique, créée après la fin de 1792. Pour suivre le décret de la Convention du 25 vendémiaire an II invitant les communes ayant des noms pouvant rappeler les souvenirs de la royauté, de la féodalité ou des superstitions, à les remplacer par d'autres dénominations, la commune change de nom pour Belair.
Comme de nombreuses communes du département, Châteauredon se dote d’une école bien avant les lois Jules Ferry : en 1863, elle possède déjà une école qui dispense une instruction primaire aux garçons, au chef-lieu. Aucune instruction n’est donnée aux filles : ni la loi Falloux (1851), qui impose l’ouverture d’une école de filles aux communes de plus de 800 habitants, ni la première loi Duruy (1867), qui abaisse ce seuil à 500 habitants, ne concernent la commune ; ce n’est qu’avec les lois Ferry que les filles de Châteauredon sont régulièrement scolarisées.
Le premier train entre en gare de Mézel-Châteauredon le 15 mai 1892, lors de l’inauguration du deuxième tronçon de la ligne de Nice à Digne, tronçon allant de Mézel à Saint-André-les-Alpes. Le tunnel de la Colle est achevé en 1903, et la totalité de la ligne entre Saint-André et Nice est inaugurée du 5 au 7 août 1911 en présence de Victor Augagneur, ministre des Travaux Publics.
La Libération de Châteauredon est marquée par le passage d’une colonne de la 36e division d’infanterie (US), le matin du 19 août 1944, venant de Riez et se dirigeant sur Digne via le col de l'Orme. Cette colonne progresse presque sans opposition, mais à Châteauredon, elle est accrochée à l’endroit où la voie de chemin de fer traverse la route allant à Mézel. Au moment où la colonne blindée s’approche, les Allemands tirent de leurs positions surplombant la route. Ils décrochent ensuite vers le village où ils sont pris à partie par les canons des blindés. Certains sont faits prisonniers dans le village, d’autres dans la chapelle. D’autres se replient vers la Clue de Chabrières et engagent le combat avec des résistants.
Jusqu’au milieu du XXe siècle, la vigne était cultivée à Châteauredon. Le vin produit était destiné à l’autoconsommation. Cette culture est aujourd’hui abandonnée.

## Héraldique
| Blason de Châteauredon | Blason  | D'azur à une tour ronde donjonnée de trois tourelles d'argent, la tour ouverte de sable, la tour et les tourelles ajourées de sable, le tout maçonné du même. |
| Blason de Châteauredon | Détails | Le statut officiel du blason reste à déterminer. |

## Économie

### Aperçu général
En 2009, la population active s’élevait à 55 personnes, dont 8 chômeurs
. Ces travailleurs sont majoritairement salariés (86 %) et travaillent majoritairement hors de la commune (86 %).

### Agriculture
Fin 2010, le secteur primaire (agriculture, sylviculture, pêche) comptait deux établissements agricoles actifs au sens de l’Insee (exploitants non professionnels inclus) et aucun emploi salarié.
Le nombre d’exploitations professionnelles, selon l’enquête Agreste du ministère de l’Agriculture, est trop faible et couvert par le secret statistique, depuis 2000 ; il n’en restait que quatre en 1988.
L’olivier n’était pas présent dans la commune au début du XIXe siècle. Actuellement, il occupe quelques surfaces restreintes avec une oliveraie qui compte moins de 1000 pieds.

### Industrie
Fin 2010, le secteur secondaire (industrie et construction) comptait cinq établissements, employant huit salariés. La carrière de la Blache, exploitée par Negro, est un de ces établissements.

### Activités de service
Fin 2010, le secteur tertiaire (commerces, services, administrations, secteur sanitaire et social et enseignement), comptait six établissements salariant deux personnes.
D'après l’Observatoire départemental du tourisme, la fonction touristique est peu importante pour la commune, avec moins d’un touriste accueilli par habitant. La seule structure d’hébergement à finalité touristique de la commune était, en 2007, un hôtel non classé.

## Politique et administration

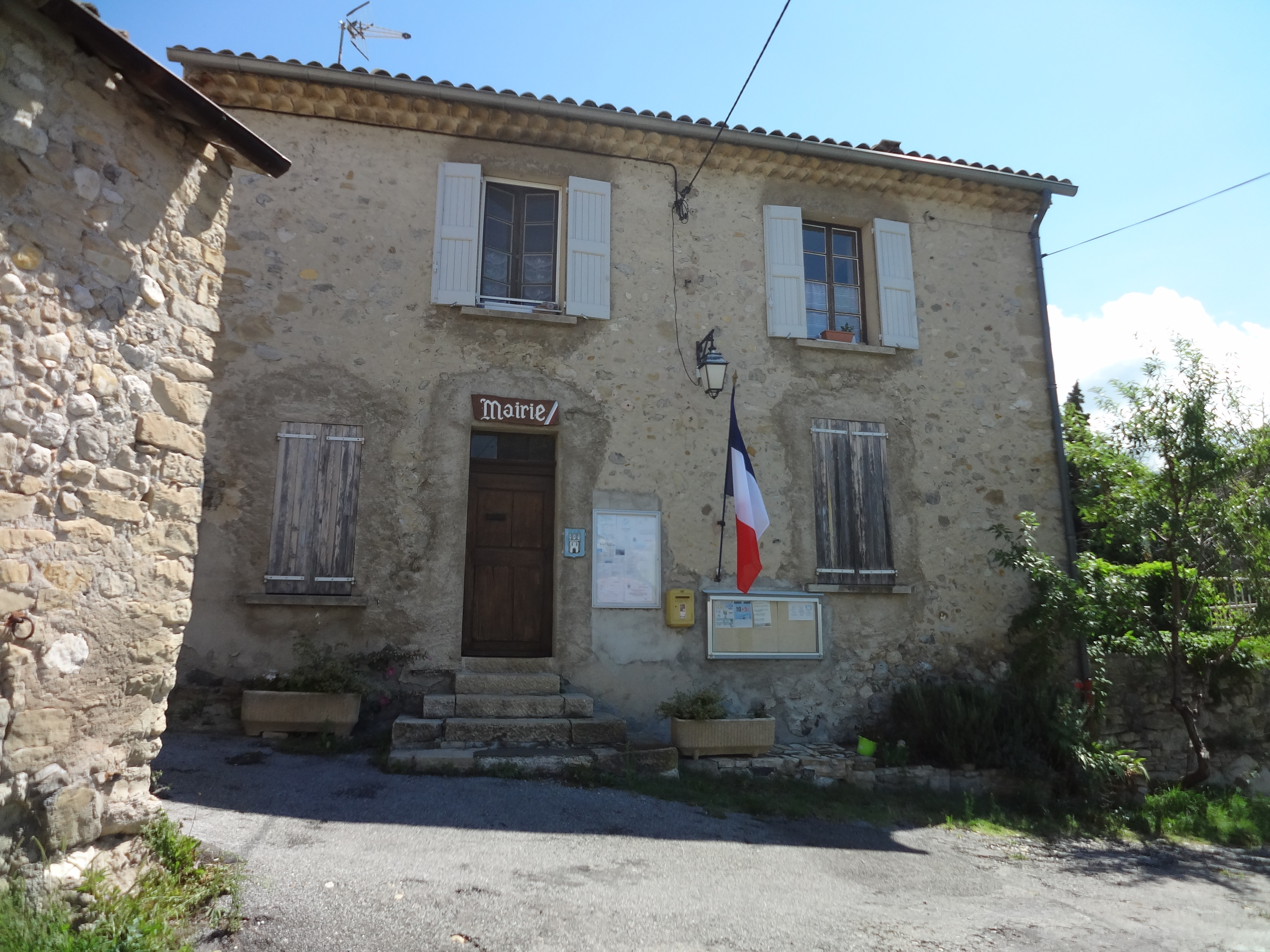
Mairie.

### Liste des maires
| Période                                  | Période                     | Identité           | Étiquette | Qualité  |
| ---------------------------------------- | --------------------------- | ------------------ | --------- | -------- |
| mai 1945                                 |                             | Gabriel Gorde      |           |          |
|                                          |                             |                    |           |          |
| avant 2005                               | mars 2008                   | Jean-Pierre Karche |           |          |
| mars 2008                                | En cours (au 17 avril 2014) | Sandrine Nebes,    | DVG       | employée |
| Les données manquantes sont à compléter. |                             |                    |           |          |

### Intercommunalité
Châteauredon a fait partie, de 2005 à 2012, de la communauté de communes de l'Asse et de ses Affluents, puis de 2013 à 2016 de la communauté de communes Asse Bléone Verdon. Cette dernière a fusionné avec d'autres communautés de communes pour constituer la communauté d'agglomération Provence-Alpes Agglomération, existant depuis le 1er janvier 2017.

## Démographie
L'évolution du nombre d'habitants est connue à travers les recensements de la population effectués dans la commune depuis 1765. Pour les communes de moins de 10 000 habitants, une enquête de recensement portant sur toute la population est réalisée tous les cinq ans, les populations de référence des années intermédiaires étant quant à elles estimées par interpolation ou extrapolation. Pour la commune, le premier recensement exhaustif entrant dans le cadre du nouveau dispositif a été réalisé en 2008.

En 2022, la commune comptait 74 habitants, en évolution de +2,78 % par rapport à 2016 (Alpes-de-Haute-Provence : +2,84 %, France hors Mayotte : +2,11 %).
| 1765 | 1793 | 1800 | 1806 | 1821 | 1831 | 1836 | 1841 | 1846 |
| ---- | ---- | ---- | ---- | ---- | ---- | ---- | ---- | ---- |
| 113  | 60   | 115  | 114  | 125  | 142  | 142  | 153  | 143  |

| 1851 | 1856 | 1861 | 1866 | 1872 | 1876 | 1881 | 1886 | 1891 |
| ---- | ---- | ---- | ---- | ---- | ---- | ---- | ---- | ---- |
| 153  | 133  | 134  | 142  | 145  | 144  | 151  | 167  | 131  |

| 1896 | 1901 | 1906 | 1911 | 1921 | 1926 | 1931 | 1936 | 1946 |
| ---- | ---- | ---- | ---- | ---- | ---- | ---- | ---- | ---- |
| 113  | 108  | 107  | 96   | 72   | 57   | 44   | 54   | 30   |

| 1954 | 1962 | 1968 | 1975 | 1982 | 1990 | 1999 | 2006 | 2008 |
| ---- | ---- | ---- | ---- | ---- | ---- | ---- | ---- | ---- |
| 31   | 34   | 40   | 40   | 56   | 67   | 96   | 97   | 97   |

| 2013 | 2018 | 2022 | - | - | - | - | - | - |
| ---- | ---- | ---- | - | - | - | - | - | - |
| 75   | 74   | 74   | - | - | - | - | - | - |

| 1315    | 1471   |
| ------- | ------ |
| 25 feux | 6 feux |

L’histoire démographique de Châteauredon, après la saignée des XIVe et XVe siècles et le long mouvement de croissance jusqu’au début du XIXe siècle, est marquée par une période d’« étale » où la population reste relativement stable à un niveau élevé. Cette période se prolonge de 1831 à 1891. L’exode rural intervient tardivement, mais n’en provoque pas moins un mouvement de baisse de la population rapide et de longue durée. Dès 1921, la commune enregistre la perte de la moitié de sa population par rapport au maximum historique de 1851. Après une période de stabilisation dans l’après-Seconde Guerre mondiale, la population se remet à croître, triplant en un demi-siècle, et repassant au-dessus de ce niveau de 50 % du maximum historique.

## Lieux et monuments
Un bâtiment imposant, résidence seigneuriale du XVIIe, domine le village et est appelée « château ». La balustrade de l’escalier intérieur est en gypserie.
L'église paroissiale est consacrée à Saint-Maxime (XIXe siècle).
La chapelle Saint-Michel-de-Cousson est fondée en 1010 ou avant, et est consacrée par l’évêque de Digne et celui de Toulon. Son prieuré relevait de l’abbaye Saint-Victor de Marseille. But de plusieurs pèlerinages, elle est restaurée en 1983 ; une sculpture mérovingienne est encastrée dans son mur extérieur. Elle abrite un chancel, inscrit aux monuments historiques. Son site exceptionnel (au bord d’un escarpement vertigineux, à 1 560 m d’altitude) en fait une des chapelles les plus signalées par les guides touristiques.
- Château fort en ruines[2].
- Les chapelles Saint-Jean-Baptiste-de-Cornette, dans le ravin du même nom proche du village, et Notre-Dame-des-Cornettes, sur un sommet au sud du village, sont en ruines[2],[28].

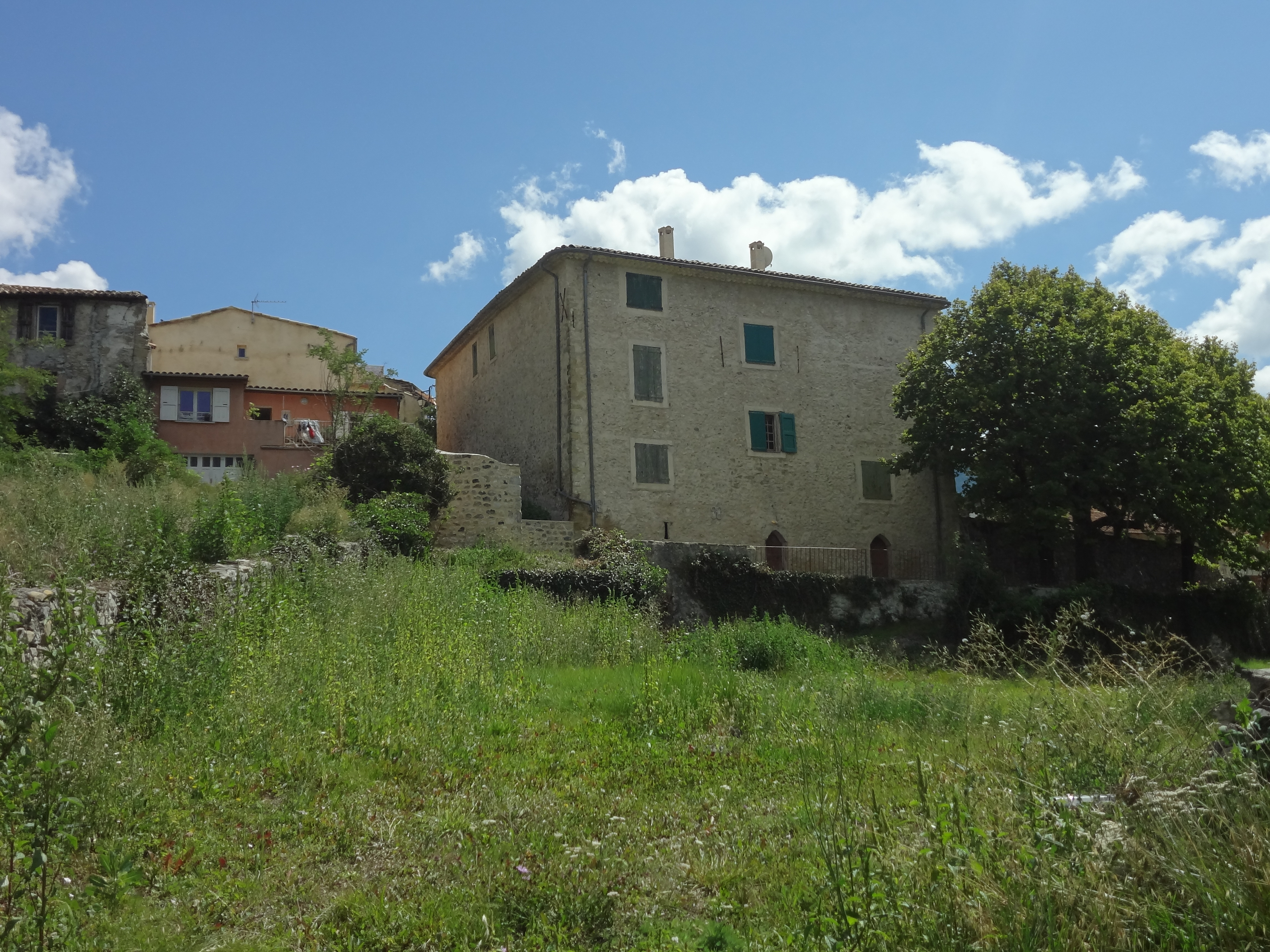
Le « château ».
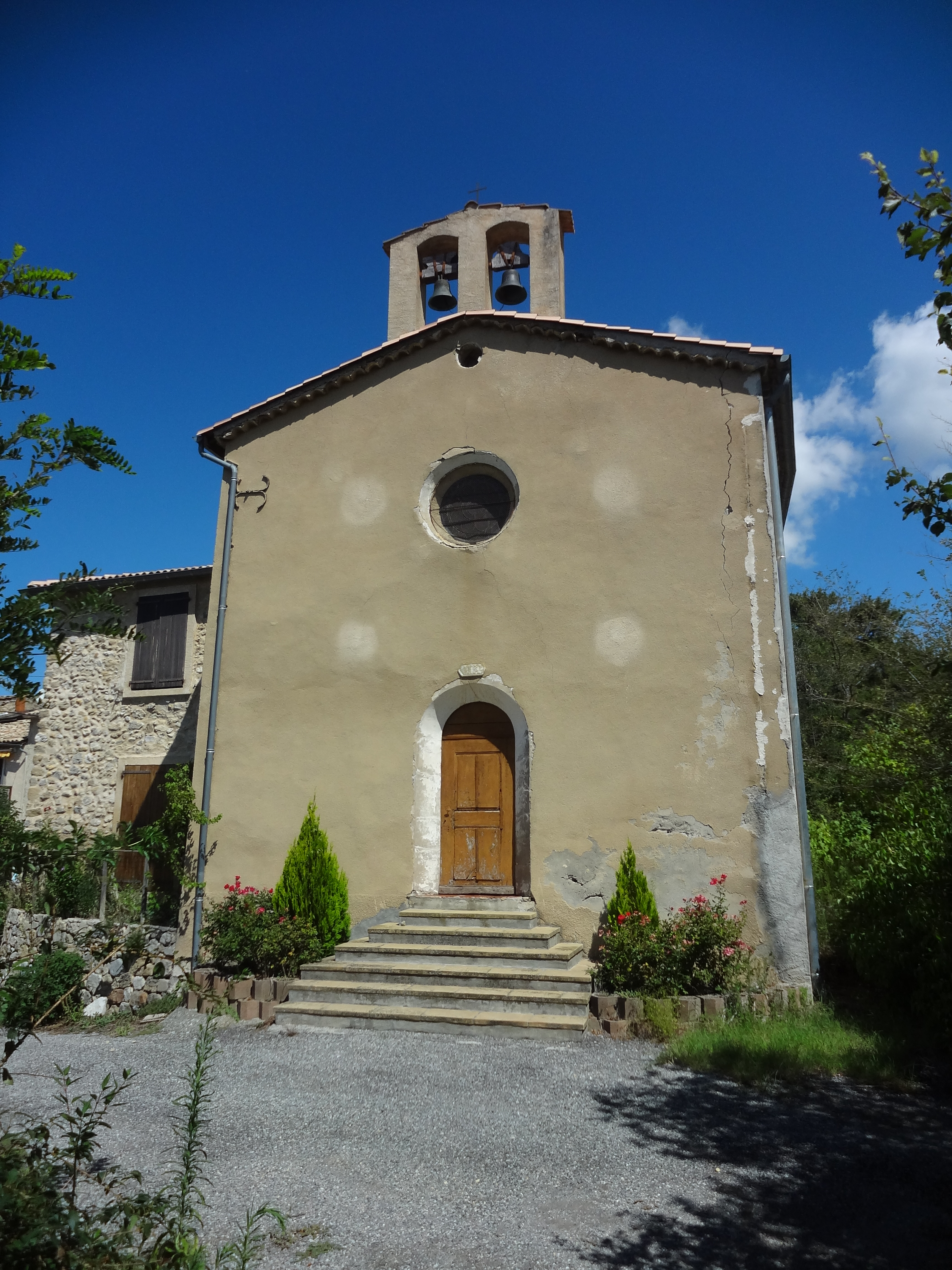
Église Saint-Maxime.

## Personnalités liées à la commune
- Saint Maxime de Riez, abbé de Lérins puis évêque de Riez (434-460/462)